# Paillart
Paillart é uma comuna francesa na região administrativa de Altos da França, no departamento de Oise. Estende-se por uma área de 14,18 km². Em 2010 a comuna tinha 588 habitantes (densidade: 41,5 hab./km²).